# La Tour-du-Pin
La Tour-du-Pin là một xã thuộc tỉnh Isère trong vùng Rhône-Alpes đông nam nước Pháp. Xã này nằm ở khu vực có độ cao trung bình 339 mét trên mực nước biển. Theo điều tra dân số năm 1999 của INSEE, xã có dân số là 6540 người.
Sông Bourbre chảy theo hướng tây qua phía nam thị trấn.